# Broomisaure
El broomisaure (Broomisaurus planiceps) és una espècie extinta de sinàpsid del clade dels gorgonops que visqué durant el Permià. Es tracta de l'única espècie del gènere Broomisaurus, descrit per Joleaud el 1920. Gebauer (2007) considerà Broomisaurus un nomen dubium indistingible com a tàxon distint de gorgonop, car es basava en restes fragmentàries. Un article publicat el 2015 sobre Eriphostoma concordà provisionalment amb l'opinió de Gebauer, però sense descartar la possibilitat que Broomisaurus fos un sinònim d'Eriphostoma.